# Think Twice (bài hát của Celine Dion)
"Think Twice" là một bài hát của nghệ sĩ thu âm người Canada Celine Dion nằm trong album phòng thu tiếng Anh thứ ba của cô, The Colour of My Love (1993). Nó được phát hành như là đĩa đơn thứ ba trích từ album ở Hoa Kỳ vào ngày 18 tháng 7 năm 1994, ở Vương quốc Anh, Úc và Nhật Bản vào ngày 10 tháng 10 năm 1994 cũng như những quốc gia khác ở châu Âu vào năm 1995. Ngoài ra, bài hát còn xuất hiện trong nhiều album tuyển tập trong sự nghiệp của Dion, bao gồm All the Way... A Decade of Song (1999) và My Love: Essential Collection (2008). "Think Twice" được đồng viết lời bởi Andy Hill và Peter Sinfield, trong khi phần sản xuất được đảm nhiệm bởi Christopher Neil và Aldo Nova, những cộng tác viên quen thuộc xuyên suốt sự nghiệp của nữ ca sĩ. Đây là một bản soft rock và pop rock ballad mang nội dung đề cập đến nhận thức của một người phụ nữ trong tình yêu, trong đó cô bày tỏ quan điểm với người yêu của mình rằng anh hãy suy nghĩ hai lần trước khi quyết định muốn rời xa cô.
Sau khi phát hành, "Think Twice" nhận được những phản ứng tích cực từ các nhà phê bình âm nhạc, trong đó họ đánh giá cao nội dung lời bài hát cũng như chất giọng nội lực của Dion. Bài hát cũng gặt hái những thành công vượt trội về mặt thương mại và góp phần vào thành công lâu dài của The Colour of My Love trên toàn cầu, đứng đầu các bảng xếp hạng ở Ireland, Hà Lan, Na Uy, Thụy Điển và Vương quốc Anh, nơi "Think Twice" trụ vững ở ngôi vị số một trong bảy tuần và trở thành đĩa đơn đầu tiên của Dion đạt doanh thu triệu bản với hơn 1.4 triệu bản được tiêu thụ tại đây, và lọt vào top 10 ở hầu hết những quốc gia nó xuất hiện, bao gồm vuơn đến top 5 ở nhiều thị trường lớn như Úc và Đan Mạch. Mặc cho thành công lớn của bài hát ở nhiều khu vực, nó chỉ tiếp nhận những thành công ít ỏi ở Hoa Kỳ với việc đạt vị trí thứ 95 trên bảng xếp hạng Billboard Hot 100, trở thành đĩa đơn thứ mười của nữ ca sĩ lọt vào bảng xếp hạng.
Video ca nhạc cho "Think Twice" được đạo diễn bởi Randee St. Nicholas, trong đó bao gồm những cảnh Dion và bạn trai của cô (do nam người mẫu Steve Santagati thủ vai), một nhà điêu khắc băng, trải qua một cuộc cãi vã nhưng họ đã hòa giải ở cuối video. Để quảng bá bài hát, nữ ca sĩ đã trình diễn nó trên nhiều chương trình truyền hình và lễ trao giải lớn, bao gồm Live with Regis and Kathie Lee, Top of the Pops, giải thưởng Edison năm 1994 và giải thưởng Âm nhạc Thế giới năm 1995, cũng như trong nhiều chuyến lưu diễn của cô. Kể từ khi phát hành, nó đã được hát lại và sử dụng làm nhạc mẫu bởi nhiều nghệ sĩ, như Kelly Clarkson, Michael Ball, Alana Dante và Carolynne Good. Ngoài ra, bài hát còn chiến thắng tại giải Ivor Novello năm 1995 ở hạng mục Bài hát Nhạc và Lời xuất sắc nhất, cũng như giúp Dion trở thành nghệ sĩ nữ đầu tiên trong lịch sử sở hữu hai đĩa đơn triệu bản ở Vương quốc Anh (với "Think Twice" và "My Heart Will Go On").

## Danh sách bài hát
Đĩa CD tại châu Âu
1. "Think Twice" (radio chỉnh sửa) – 4:10
2. "L'amour existe encore" – 3:50

Đĩa CD #1 tại Anh quốc
1. "Think Twice" (radio chỉnh sửa) – 4:10
2. "Le monde est stone" – 3:40
3. "If Love Is Out the Question" – 3:53
4. "If You Asked Me To" – 3:55

Đĩa CD #2 tại Anh quốc
1. "Think Twice" (radio chỉnh sửa) – 4:10
2. "The Power of Love" (bản album) – 4:42
3. "Where Does My Heart Beat Now" – 4:33

## Xếp hạng
| Bảng xếp hạng (1994-95)               | Vị trí cao nhất |
| ------------------------------------- | --------------- |
| Úc (ARIA)                             | 2               |
| Bỉ (Ultratop 50 Flanders)             | 1               |
| Bỉ (Ultratop 50 Wallonia)             | 10              |
| Canada (RPM)                          | 13              |
| Canada Adult Contemporary (RPM)       | 3               |
| Đan Mạch (Tracklisten)                | 2               |
| Châu Âu (European Hot 100 Singles)    | 2               |
| Đức (Official German Charts)          | 19              |
| Ireland (IRMA)                        | 1               |
| Hà Lan (Dutch Top 40)                 | 1               |
| Hà Lan (Single Top 100)               | 1               |
| New Zealand (Recorded Music NZ)       | 20              |
| Na Uy (VG-lista)                      | 1               |
| Scotland (OCC)                        | 1               |
| Tây Ban Nha (AFYVE)                   | 6               |
| Thụy Điển (Sverigetopplistan)         | 1               |
| Thụy Sĩ (Schweizer Hitparade)         | 6               |
| Anh Quốc (OCC)                        | 1               |
| Hoa Kỳ Billboard Hot 100              | 95              |
| Hoa Kỳ Adult Contemporary (Billboard) | 21              |

| Bảng xếp hạng (1994)                 | Vị trí |
| ------------------------------------ | ------ |
| Canada (RPM)                         | 82     |
| Canada Adult Contemporary (RPM)      | 25     |
| UK Singles (Official Charts Company) | 34     |
| Bảng xếp hạng (1995)                 | Vị trí |
| Australia (ARIA)                     | 11     |
| Belgium (Ultratop 50 Flanders)       | 3      |
| Belgium (Ultratop 50 Wallonia)       | 29     |
| Europe (European Hot 100 Singles)    | 8      |
| Germany (Official German Charts)     | 62     |
| Netherlands (Dutch Top 40)           | 3      |
| Netherlands (Single Top 100)         | 7      |
| Norway Spring Period (VG-lista)      | 5      |
| Norway Winter Period (VG-lista)      | 5      |
| Sweden (Sverigetopplistan)           | 6      |
| Switzerland (Schweizer Hitparade)    | 9      |
| UK Singles (Official Charts Company) | 5      |

| Bảng xếp hạng (1990–99)              | Vị trí |
| ------------------------------------ | ------ |
| Netherlands (Dutch Top 40)           | 25     |
| UK Singles (Official Charts Company) | 16     |

| Bảng xếp hạng                        | Vị trí |
| ------------------------------------ | ------ |
| UK Singles (Official Charts Company) | 104    |

## Chứng nhận
| Quốc gia                                                                           | Chứng nhận | Số đơn vị/doanh số chứng nhận |
| ---------------------------------------------------------------------------------- | ---------- | ----------------------------- |
| Úc (ARIA)                                                                          | Bạch kim   | 70.000^                       |
| Bỉ (BEA)                                                                           | Vàng       | 25.000*                       |
| Hà Lan (NVPI)                                                                      | Vàng       | 50.000^                       |
| Anh Quốc (BPI)                                                                     | Bạch kim   | 1,418,966                     |
| * Chứng nhận dựa theo doanh số tiêu thụ. ^ Chứng nhận dựa theo doanh số nhập hàng. |            |                               |